# Ctenophthalmus arcanus
Ctenophthalmus arcanus är en loppart som beskrevs av Smit 1960. Ctenophthalmus arcanus ingår i släktet Ctenophthalmus och familjen mullvadsloppor. Inga underarter finns listade i Catalogue of Life.